# Volia
Volia is een uitgestorven geslacht van krokodillen behorend tot de familie Mekosuchidae. Tot dit geslacht behoort slechts een soort: Volia athollandersoni.
In 2002 werden op het eiland Fiji de fossiele resten van een krokodil uit het Pleistoceen gevonden, het bleek te gaan om een nieuwe soort. Net als de krokodil van New Caledonia was het waarschijnlijk een landbewoner, in tegenstelling tot de hedendaagse krokodillen, die zich vooral voedde met schelpdieren.